# Tobias camelinus
Tobias camelinus là một loài nhện trong họ Thomisidae.
Loài này thuộc chi Tobias. Tobias camelinus được Octavius Pickard-Cambridge miêu tả năm 1869.